# Хвощеватовское сельское поселение
Хвощеватовское сельское поселение — муниципальное образование в Нижнедевицком районе Воронежской области.
Административный центр — посёлок совхоза «Кучугуровский».

## Административное деление
В состав поселения входят:
- поселок совхоза «Кучугуровский»
- хутор Комяга
- хутор Колесников
- хутор Каменный Буерак
- хутор Сычёвка
- село Хвощеватовка